# Tarlós Ferenc
Tarlós Ferenc (Mohács, 1999. március 18. –) magyar színész, musicalénekes.

## Életpályája
1999. március 18-án született Mohácson. Az általános iskolát követően a Ciszterci Rend Nagy Lajos Gimnáziumban tanult, német szakon Pécsen. 
Színészi pályája 2009-ben kezdődött, a Pécsi Nemzeti Színházban: Móricz Zsigmond - Kocsák Tibor - Miklós Tibor: Légy jó mindhalálig című musicaljében, Csiszár Imre rendezésében. Itt Nyilas Misi szerepében mutatkozott be. Ezt követően még évekig gyerekszínészként játszott több darabban. 
Érettségi után felvételt nyert az Operettszínház Pesti Broadway Stúdiójába, ahol 2019-2022 között tanult. Ezzel párhuzamosan logopédusként diplomázott Kaposváron.
2021-ben az Erkel Színházban bemutatott Puskás a musical c. darabban Budai II. szerepében mutatkozott be a Margitszigeti Szabadtéri Színpadon és a Szegedi Szabadtéri Játékokon.
Játszott a József Attila Színházban és a Móricz Zsigmond Színházban. 2019-től a Karinthy Színház, Tanár úr kérem c. darabja mellett a Art-Színtérben láthatja a közönség.
2023 augusztusában a PS Produkció, Vámpírok bálja c. musicalében Alfréd szerepében debütált.

## Színházi szerepei
- Légy jó mindhalálig (2009) ...Nyilas Misi
- Tanár Úr kérem! (201) ...Büchner[4]
- Macskafogó (2019) ...Nielsen / Utas 4 / Banktisztviselő / Macskahíradós.
- Puskás, a musical (2020) ...Budai László[5]
- Hegedűs a háztetőn (2021) ...Fegyka
- Vámpírok bálja (2023) ...Alfréd
- Misi mókus musical (2024) … Misi, Apa
- Rent musical (2024) ... Angel Dummot Schunard
- Akt hegedűvel (2025) ... Collin
- Hamlet for you (2025 ... Friedrich